# Stanisław Papuziński
Stanisław Papuziński, ps. Szczepan, Pawłowski (ur. 7 listopada 1903 w Łodzi, zm. 17 lipca 1982 w Warszawie) – polski pedagog społeczny i organizator pomocy społecznej.

## Życiorys
Pochodził z robotniczej rodziny, która przybyła spod Kalisza i osiedliła się w Łodzi w poszukiwaniu pracy w przemyśle. Był synem Nikodema (1877–1943) i Walerii z Centów (ur. 1877). Miał brata Mariana (1901–1967). W wieku dwóch lat utracił wzrok w lewym oku. Od 1910 uczęszczał do gimnazjum Józefa Radwańskiego, a następnie do gimnazjum Aleksego Zimowskiego. W latach szkolnych (1914) wstąpił do harcerstwa. W 1919 przewodził największej na terenie Łodzi drużynie harcerskiej, a w 1920 wstąpił na ochotnika do Armii Ochotniczej gen. Hallera i walczył w wojnie polsko-bolszewickiej. W 1921 zdał maturę i rozpoczął studia na Uniwersytecie Wileńskim. Studiował zarówno pedagogikę, jak i polonistykę (do 1923, kiedy to studia przerwał). W tym czasie żył z korepetycji udzielanych uczniom. 
Od 1922 pracował w Łodzi przy ul. Nawrot 92, w Zakładzie dla Dzieci Moralnie Zaniedbanych (polskich i żydowskich), w której bezskutecznie próbował wprowadzać nowatorskie metody pracy (został kierownikiem tej placówki). Z uwagi na brak zrozumienia jego metod przez władze miasta, złożył rezygnację i ponownie pojechał do Wilna, celem kontynuacji studiów, które jednak ponownie przerwał i wrócił do Łodzi. Kierował Miejskim Domem Wychowawczym. Wchodził w konflikty z władzami miejskimi odnośnie do kształcenia dzieci proletariackich. W 1926 wystąpił z harcerstwa. Od 1925 do 1928 pracował w bibliotekach oświatowych. Od 1929 do 1930 kierował V Miejskim Domem Wychowawczym w Łodzi. Od 1930 studiował na Wolnej Wszechnicy Polskiej (Studium Pracy Społeczno-Oświatowej). Studia ukończył w 1939 (praca Kryteria działalności instytucji społecznych). Od 1934 mieszkał w Warszawie (pracował w Instytucie Spraw Społecznych). Za lewicowe poglądy został usunięty ze Centralnego Związku Osadników Wojskowych. Od 1939 kierował ośrodkami opiekuńczymi w Warszawie.
W czasie okupacji niemieckiej dwukrotnie zatrzymało go gestapo, był więziony na Pawiaku i pobity (odbite nerki). Pracował dla podziemnego Zarządu Miasta, współpracując z legalną Radą Główną Opiekuńczą. Był poszukiwany za nagrodą i zmienił nazwisko na Stanisław Pawłowski. Wychowywał dzieci własne, znajomych (zmarłych), z domu dziecka i jedno żydowskie (brał udział w akcji Ireny Sendlerowej ratowania dzieci z getta warszawskiego). Korzystał ze wsparcia Żegoty. W swoim mieszkaniu razem z żoną ukrywali żydowskie dzieci, m.in. byli to: Estera Sztajn, Stefania Wortman, Krzysztof Groslik, Halina Złotnik i Basia Markow. Na skutek donosu, gestapo w lutym 1944 zrobiło nalot na ich mieszkanie. Niemcy zabili na miejscu ukrywających się, a żonę Zofię zabrano na Pawiak, gdzie 26 kwietnia 1944 została rozstrzelana. Walczył i odniósł rany w powstaniu warszawskim. Mimo tych ran i problemów zdrowotnych wychowywał dzieci.
Od marca 1945 podjął pracę zawodową i społeczną, m.in. organizował akcję socjalną na Śląsku. Działał w Robotniczym Towarzystwie Przyjaciół Dzieci. Współpracował m.in. z Henrykiem Dinterem. Od 1947 do 1949 prowadził wykłady na Uniwersytecie Łódzkim (Katedra Pedagogiki Społecznej). Następnie (do 1957) pracował w Departamencie Urządzeń Komunalnych i Socjalnych Państwowej Komisji Planowania Gospodarczego. W 1957 został wybrany na prezesa Towarzystwa Przyjaciół Dzieci. Był współinicjatorem powołania Towarzystwa Wolnej Wszechnicy Polskiej. Od 1957 pracował w Ministerstwie Oświaty i wraz z Ottonem Lipkowskim reorganizował polską opiekę nad dziećmi. W latach 1959–1969 wykładał w Państwowym Instytucie Pedagogiki Specjalnej. Od 1960 do 1966 był na etacie wiceprezesa TPD, a w 1966 przeszedł na emeryturę.
W ciągu całego swojego życia zawodowego współpracował z takimi pedagogami, jak Janusz Korczak, Maria Grzegorzewska, Kazimierz Lisiecki i Kazimierz Jeżewski. Jego działania inspirowane były też myślą Heleny Radlińskiej. 
Zmarł w Warszawie, pochowany 23 lipca 1982 na cmentarzu Bródnowskim (sektor 47M-6-7). 
Pośmiertnie, w październiku 1998 Stanisław i Zofia Papuzińscy zostali uhonorowani tytułem i medalem Sprawiedliwy wśród Narodów Świata. 

## Rodzina
Od 1928 był mężem nauczycielki Zofii Antoniny z Wędrychowskich (ur. 5 lipca 1905 w Mińsku Mazowieckim, zm. 26 kwietnia 1944 w Warszawie), z którą miał czwórkę własnych dzieci: Zofię (zm. 1937), Sławomira (zm. 1937), Marka (zm. 1975) i Andrzeja (1932–2017), wychowywał ponadto kilkoro dzieci adoptowanych. Jego szwagrem był Henryk Stanisław Dinter. Jedną z jego córek była prof. Joanna Papuzińska, autorka książek dziecięcych (wojenne losy ojca opisała w książce dla dzieci Mój tato szczęściarz).

## Publikacje
- Potrzeba analizy działalności opieki społecznej (1938),
- Zasady i rzeczywistość (1938),
- Kształtowanie zawodu młodzieży opuszczonej (1938),
- Materiały dla Ministerstwa Pracy i Opieki Społecznej dotyczące opieki społecznej w chwili bieżącej (1945),
- Sytuacja dziecka w Polsce (1946),
- Praca domu dziecka (uwagi, tezy, postulaty) (1958),
- Poradnie społeczno-wychowawcze TPD i próba oceny ich działalności (1964),
- Zagadnienia i metody tworzenia samorządu mieszkańców (1965),
- Uwagi o poglądach pedagogicznych Marii Grzegorzewskiej (1972)[2].

Publikował artykuły fachowe w takich czasopismach jak: Życie Młodych, Praca i Opieka Społeczna, Opiekun Społeczny, Głos Nauczycielski, Dom Dziecka, Problemy Opiekuńczo-Wychowawcze i Szkoła Specjalna. 

## Ordery i odznaczenia
- Krzyż Komandorski Orderu Odrodzenia Polski[11]
- Krzyż Kawalerski Orderu Odrodzenia Polski (20 czerwca 1947)[12]
- Medal im. dr. Henryka Jordana[11]
- Odznaka „Przyjaciel Dziecka”[11]
- Złota Odznaka „Zasłużony Działacz TPD”[11]
- Medal Sprawiedliwy wśród Narodów Świata (pośmiertnie, 1998)[13]